# Plan N

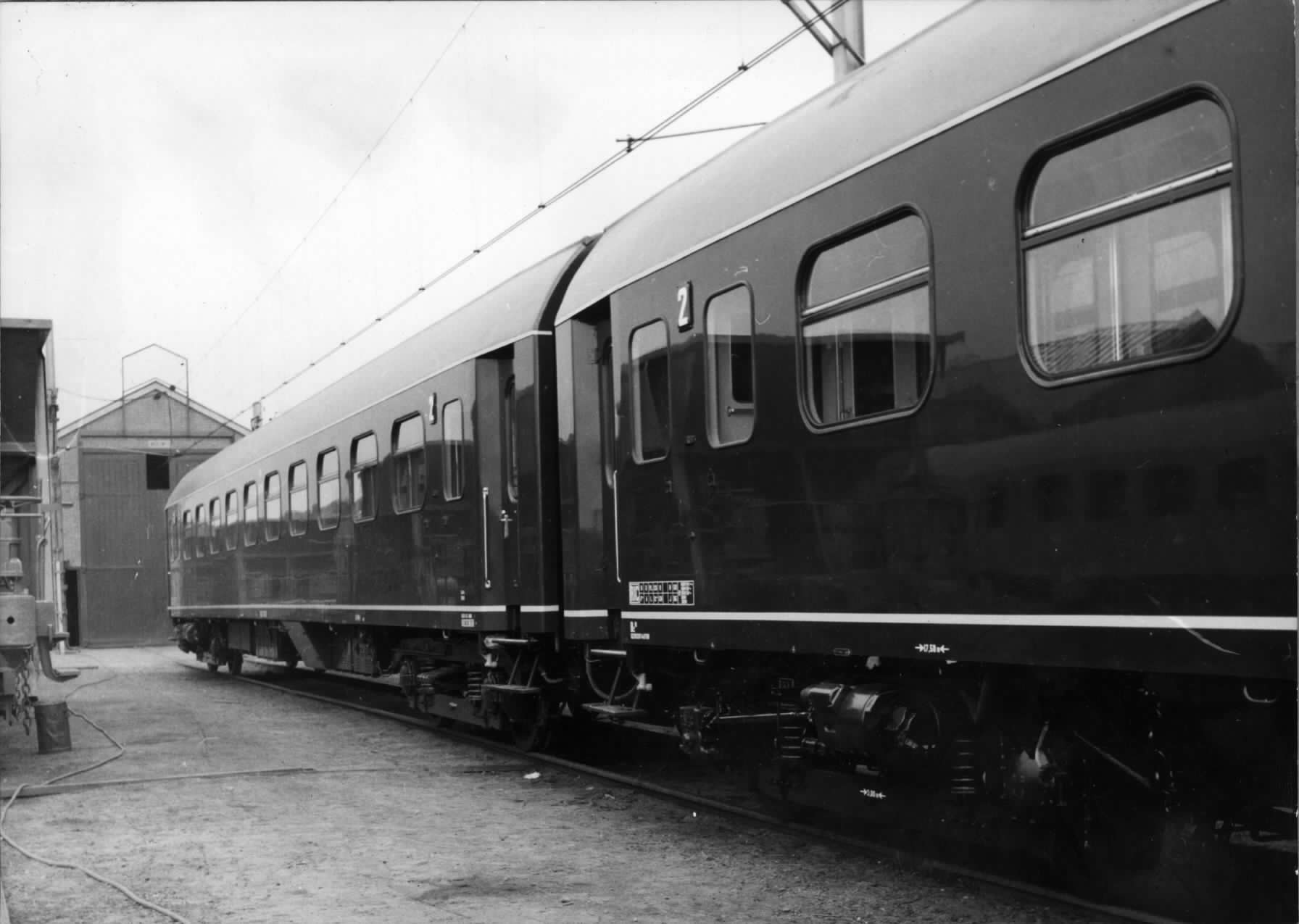
Rijtuigen Plan N

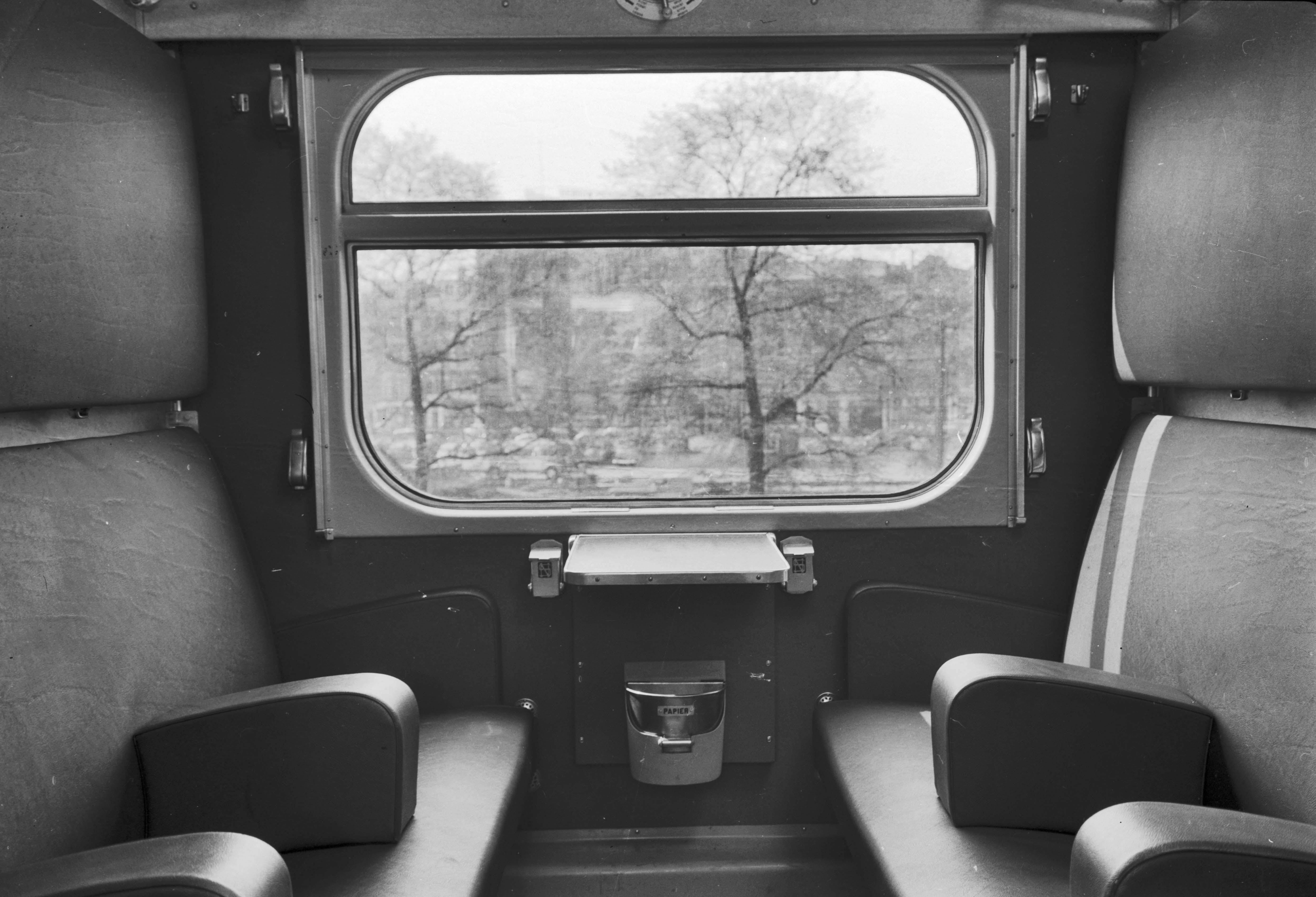
Interieur in de dag-inrichting.

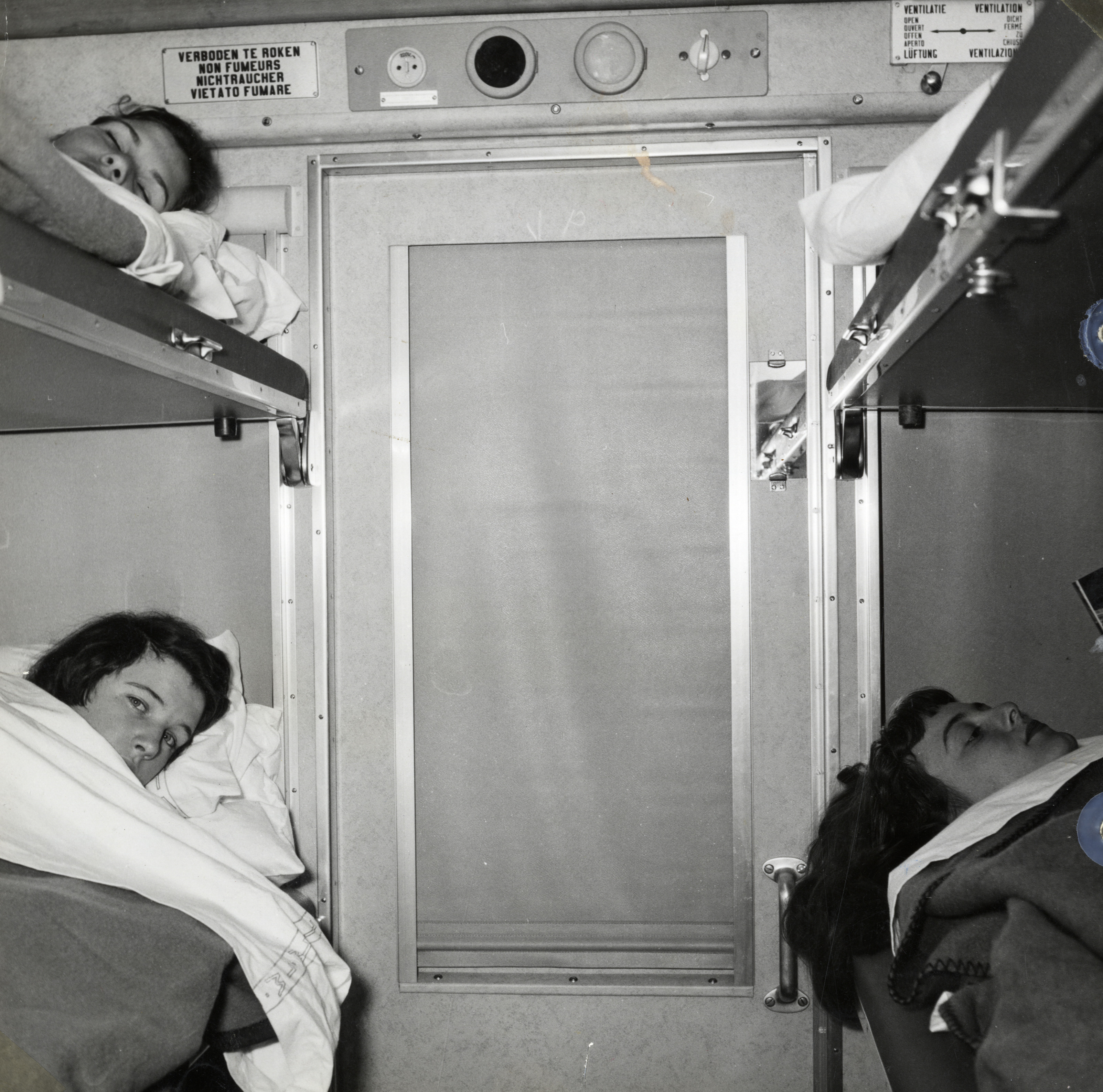
Interieur in de nacht-inrichting.

In 1958 leverde Werkspoor te Utrecht 25 couchetterijtuigen naar nieuw ontwerp af. De bouw van de zware bolkoprijtuigen met hun acht ton zware draaistellen werd stopgezet en vervangen door een nieuwe generatie rijtuigen met een lichtere bouwconstructie en dito draaistellen. Zij stonden bekend als Plan N. De rijtuigen werden in dienst gesteld in de bekende blauwe kleurstelling en kregen de nummerserie Bc10 7001-7025 toegewezen.
In het buitenland waren couchetterijtuigen voor langere nachttrajecten al een bekend begrip. In één coupé konden zes passagiers liggend de nacht doorbrengen, voor overdag werden deze simpele bedden neergeklapt en omgevormd tot zitbanken en rugleuningen voor acht zittende reizigers.
Ondanks aanpassingen en verbeteringen in de jaren '60 kon deze serie rijtuigen zich niet handhaven ten opzichte van de Duitse ligrijtuigen. In 1971 ging de NS deelnemen in een ligrijtuigenpool met de DB en konden de eigen ligrijtuigen uit de nachttreinen worden teruggetrokken. De rijtuigen werden gereed gemaakt voor de buurlandtreinen Den Haag - Keulen.
De complete serie werd in 1984 definitief buitendienst gesteld. Voor vele rijtuigen was hun laatste rit die als remrijtuig achteraan treinen met materieel dat voor sloop bestemd was. Uiteindelijk zijn de rijtuigen van Plan N, met enkele uitzonderingen, in zijn geheel eind 1984 gesloopt. De rijtuigen 80 84 975 1 515-1 (Oorspronkelijk Bc 7006) en 80 84 975 1 516-9 (Oorspronkelijk Bc 7014) zouden oorspronkelijk worden omgebouwd tot verblijfswagen bij twee ongevallenkranen, maar dit plan werd geschrapt.
Vier andere resterende rijtuigen werden in 1987 nog gebruikt bij een rampenoefening in Enschede, terwijl rijtuigen 80 84 975 1 515-1 en 80 84 975 1 516-9 bij militaire oefeningen in Gilze gebruikt werden. Daarna werden ze, zwaar beschadigd, in maart 1988 aangeboden bij de sloper. 80 84 975 1 515-1 werd toen in juli gesloopt, maar 80 84 975 1 516-9 werd teruggestuurd naar NS vanwege het op dat moment ingestelde verbod op sloop van objecten die asbest bevatten. Dat bleek in lichte mate het geval te zijn bij de rijtuigen Plan N. De Stichting tot Behoud van Af te voeren Nederlands Spoorwegmaterieel (STIBANS) heeft nog geprobeerd het laatste rijtuig te bewaren, maar brandstichting in april 1990 maakte een einde hieraan. Uiteindelijk werd 80 84 975 1 516-9 in augustus te Haarlem van asbest ontdaan en is het in december 1990 voor de laatste maal voor sloop aangeboden. Van Plan N is uiteindelijk dus geen exemplaar bewaard gebleven.